# Whodunnit?
Whodunnit? är ett amerikanskt tävling- och realityprogram som sänds på ABC och på Kanal 5 i Sverige. Premiären sändes den 23 juni 2013 på ABC och sågs av 4.05 miljoner TV-tittare. Programmet går ut på att 13 tävlingsdeltagare flyttar in på herrgården Rue Manor i Beverly Hills där deltagarna skall lösa mordgåtor. En av de 13 tävlingsdeltagarna spelar rollen som mördaren och eliminerar den tävlingsdeltagare som löser varje programs mordgåta sämst. Programledare är Gildard Jackson som även spelar herrgårdens betjänt.

## Deltagare
Första säsongens deltagare:
| Namn               | Ålder | Sysselsättning               | Stad                        |
| ------------------ | ----- | ---------------------------- | --------------------------- |
| Kam Perez          | 30    | Advokat                      | New York City, New York     |
| Cris Krotz         | 27    | Före detta skönhetsdrottning | Costa Mesa, Kalifornien     |
| Lindsey Anderson   | 27    | Ingenjör                     | Boston, Massachusetts       |
| Melina Alves       | 29    | Flygvärdinna                 | Chicago, Illinois           |
| Ronnie Padron      | 42    | Prisjägare                   | Kenilworth, New Jersey      |
| Geno Walker        | 33    | Barvärd                      | Chicago, Illinois           |
| Dana Davis Blake   | 39    | Hjärt-sjuksköterska          | Asheville, North Carolina   |
| Sasha Horne        | 28    | Journalist                   | Washington, D.C             |
| Ulysses Wilson     | 30    | Advokat                      | Mechanicsburg, Pennsylvania |
| Don Tabak          | 62    | Före detta kriminalpolis     | Santa Clarita, Kalifornien  |
| Adrianna Iwasinski | 40    | Kriminaljournalist           | Oklahoma City, Oklahoma     |
| Dontae Mosbey      | 27    | Försäkringsutredare          | Long Beach, Kalifornien     |
| Sheri Marsh        | 28    | Före detta NFL-cheerleader   | Los Angeles, Kalifornien    |

## Resultat
|                 | Vecka 1  | Vecka 2  | Vecka 3 | Vecka 4 | Vecka 5 | Vecka 6 | Vecka 7 | Vecka 8 | Final       | Anklagad som mördaren |
| --------------- | -------- | -------- | ------- | ------- | ------- | ------- | ------- | ------- | ----------- | --------------------- |
| Gåtan löstes av | Ronnie   | Kam      | Ronnie  | Geno    | Cris    | Cris    | Kam     | Kam     | Kam         |                       |
|                 |          |          |         |         |         |         |         |         |             |                       |
| Kam             | Geno     | Geno     | Geno    | Geno    | Geno    | Geno    | Melina  | Lindsey | Vinnare     | 17                    |
| Cris            | Adrianna | Adrianna | Geno    | Geno    | Lindsey | Lindsey | Lindsey | Lindsey | Mördaren    | 16                    |
| Lindsey         | Cris     | Cris     | Cris    | Cris    | Cris    | Cris    | Cris    | Cris    | Andra plats | 7                     |
| Melina          | Cris     | Cris     | Cris    | Cris    | Cris    | Kam     | Kam     | Cris    | Mördad      | 1                     |
| Ronnie          | Dontae   | Adrianna | Kam     | Kam     | Kam     | Kam     | Kam     | Mördad  | Mördad      | 0                     |
| Geno            | Kam      | Kam      | Kam     | Kam     | Kam     | Kam     | Mördad  | Mördad  | Mördad      | 10                    |
| Dana            | Adrianna | Adrianna | Kam     | Kam     | Lindsey | Mördad  | Mördad  | Mördad  | Mördad      | 1                     |
| Sasha           | Adrianna | Ulysses  | Ulysses | Kam     | Lindsey | Mördad  | Mördad  | Mördad  | Mördad      | 0                     |
| Ulysses         | Dontae   | Adrianna | Geno    | Geno    | Mördad  | Mördad  | Mördad  | Mördad  | Mördad      | 2                     |
| Don             | Dana     | Cris     | Cris    | Mördad  | Mördad  | Mördad  | Mördad  | Mördad  | Mördad      | 0                     |
| Adrianna        | Dontae   | Kam      | Mördad  | Mördad  | Mördad  | Mördad  | Mördad  | Mördad  | Mördad      | 8                     |
| Dontae          | Adrianna | Mördad   | Mördad  | Mördad  | Mördad  | Mördad  | Mördad  | Mördad  | Mördad      | 3                     |
| Sheri           | Mördad   | Mördad   | Mördad  | Mördad  | Mördad  | Mördad  | Mördad  | Mördad  | Mördad      | 0                     |

Färgkod
     – "Spared" - Deltagare som löste mordgåtan bäst enligt mördaren.
     – "Spared" - Deltagare som gjorde tillräckligt ifrån sig för att slippa mördaren.
     – "Scared" - Deltagare som eventuellt kunde elimineras men som klarade sig.
     – "Scared" - Deltagare som eventuellt kunde elimineras och som mördades i slutet av programmet.
     – Deltagare som har eliminerats i det tidigare programmet.
     – Deltagare som kom på andra plats.
     – Deltagare som visade sig vara mördaren.
     – Deltagare som vann.